# Samsung SPH-G1000
Samsung SPH-G1000 é um console portátil smartphone apresentado pela Samsung em março de 2005 no show CTIA. Possui uma tela TFT-LCD de 2,2 polegadas, uma câmera de 1,3 megapixels e um chip de aceleração 3D para recursos de jogos 3D. Foi projetado principalmente para jogar videogames . Foi lançado na Coréia do Sul em abril de 2005.